# Ochthebius fossulatus
Ochthebius fossulatus är en skalbaggsart som beskrevs av Étienne Mulsant 1844. Ochthebius fossulatus ingår i släktet Ochthebius och familjen vattenbrynsbaggar. Inga underarter finns listade i Catalogue of Life.